# オーウェン・ラティモア
オーウェン・ラティモア（Owen Lattimore、1900年7月29日 - 1989年5月31日）は、アメリカ合衆国の中国学者。

## 経歴

### 幼少期から1930年代前半まで
1900年、ワシントンD.C生まれ。父のデーヴィッド・ラティモアと母のマーガレット・ラティモアが中国の大学の英語教師となったため、少年時代を天津で過ごした。母の家で12歳までは初等教育を受け、1913年から1914年まではスイスのローザンヌにあるコレージュ・クラシック・カントナルで学んだ。しかし、1914年に第一次世界大戦が勃発したためイギリスに移り、1915から1919年までセント・ビーズにあるセント・ビーズ・スクールで学んだ。大学進学のためにオックスフォード大学の入学試験を受け、好成績を収めたものの、大学で学ぶ十分な資金がないことが判明したため、1919年に中国へ戻った。
1919年、新聞社の『ペキン・アンド・テンシン・タイムズ』（京津泰晤士报、Peking and Tientsin Times）に勤務。新聞社での勤務で、中国を広範囲に旅行する機会を得た。1922年から1926年には、貿易商杜アーノルド&Co.テンシン・アンド・ペキンに勤務。1925年には、軍閥戦闘域内を通過して羊毛の列車輸送するための交渉にもあたった。この交渉の結果、1926年に内蒙古を横切って新疆に至るキャラバンに随行する機会を得た。会社はその旅行に利点がないと考えていたが、ラティモアの雇用最終年度であったため、それまでは中華民国政府との調整役として引き留めた。1926年には、後に妻となるエリノア・ホルゲートと会った年でもある。
1928年にアメリカへ帰国。米国社会科学研究会議の助成金を得て、満州を旅行。1928/1929年学期には、アメリカのハーバード大学人類学部の学生となった。しかし博士課程には進学せず、ハーバード燕京研究所とJ. S. グッゲンハイム記念基金会の助成金を得て、1930年から1933年まで中国へ戻って過ごした。

### 太平洋問題調査会から太平洋戦争終結まで
- 1933年 - 太平洋問題調査会 (IPR) のメンバーになる。
- 1934年 - 1941年 IPR機関誌『パシフィック・アフェアーズ』の責任編集を務める。
- 1938年 アメリカのジョンズ・ホプキンス大学でペイジ国際関係大学院長を務める。
- 1941年 - 1942年 蔣介石の私的顧問を務めるために中国の重慶へ行く。
- 1942年 - 1945年 OWIサンフランシスコ局長を務める。

### 戦後
第二次世界大戦前には太平洋問題調査会 (IPR) の中心的スタッフを長く務め、また戦時期には中華民国の蔣介石の私的顧問となるなど合衆国の対中政策の形成に関与していたため、戦後は赤狩りの標的の一人となる。1950年にジョセフ・マッカーシーから告発されるが、逆にマッカーシー側のほうが批判されることになり、告発は却下された。しかし、ジョンズ・ホプキンス大学での講義を許されなくなるなど立場を失い、これが後年イギリスに去る原因となった。
1963年～1970年、イギリスのリーズ大学で中国学部学部長を務めた。1976年からはパリで暮らす。1989年5月31日、ロードアイランド州プロビデンスで世を去った。

## 受賞・栄典
- 1942年：中央アジアの探険と研究に対して、イギリスの王立地理学会から金メダル（パトロンズ・メダル）を贈られた[4]。

## 研究内容・業績

### 中国とその周辺地域に対する見解
- 大東亜戦争について「日本が立派にやり遂げたことは、アジアにおける植民地帝国の十九世紀的構造を破壊したことだった」と述べている[5]。
- 著書『滿洲に於ける蒙古民族』の中で、中国は確かに西洋列強の半植民地に転落したが、同時に中国はモンゴルやチベットなどの諸民族に対し、西洋列強よりも苛烈な植民地支配を強制し、無数の漢民族をモンゴルの草原に入植させては軍閥政権を打ち立て、現地人が少しでも抵抗すれば、容赦なく虐殺しており、西洋列強と中国に比べて、新生の満州国はモンゴル人の生来の権益を守り、民族自治が実現できている、と評価している[6]。

## 著書
- The Desert Road to Turkestan 1928年
- High Tartary 1930年
- Manchuria: Cradle of Conflict 1932年
- The Mongols of Manchuria 1934年
- Inner Asian Frontiers of China 1940年
- Mongol Journeys 1941年
- America and Asia 1943年
- Solution in Asia 1945年
- The Situation in Asia 1949年
- Pivot of Asia 1950年
- Ordeal by Slander 1950年
- The New Political Geography of Inner Asia 1953年
- Nationalism and revolution in Mongolia 1955年
- Nomads and Commissars 1962年
- Studies in Frontier History 1962年
- From China Looking Outward: an inaugural lecture 1964年
- History and Revolution in China 1970年

### 日本語訳
- 後藤富男訳 『滿洲に於ける蒙古民族』 善隣協會 1936年
- 後藤富男訳 『農業支那と遊牧民族』 生活社 1940年
- 小川修訳 『アジアの情勢』 日本評論社 1950年
- 中国研究所訳 『アジアの焦点』 弘文堂 1951年
- エリノア・ラティモアとの共著[7]、小川修訳 『中国 - 民族と土地と歴史』 平野義太郎監修、岩波新書 1951年、改訂版1965年
- 陸井三郎訳 『アメリカの審判』 みすず書房 1951年
- 磯野富士子訳 『モンゴル - 遊牧民と人民委員』  岩波書店 1966年、新版1985年
- 谷口陸男訳 『西域への砂漠の道』 「西域探検紀行全集」白水社 1967年、新版1981年、2004年ほか
- 春木猛訳 『アジアの解決』 青山学院大学法学会 1970年
- 青木繁、江頭数馬 編訳『中国の世界』 毎日新聞社 1973年
- 磯野富士子 編訳『中国と私』 みすず書房 1992年

伝記研究
- 長尾龍一 『オーウェン・ラティモア伝』 信山社出版 2000年
  - 旧版『アメリカ知識人と極東』 東京大学出版会 1985年 を改訂